# Compsagis poduroides
Compsagis poduroides är en kackerlacksart som först beskrevs av Walker, F. 1868.  Compsagis poduroides ingår i släktet Compsagis och familjen jättekackerlackor. Inga underarter finns listade i Catalogue of Life.